# Removed
Removed, è il primo album di Billy Burke, pubblicato nel 2010.

## Tracce
1. Son – 4:33
2. Removed – 4:44
3. Pollyanna Rose – 3:44
4. Never Learn, Never Lose – 3:34
5. Seeing Angels – 5:12
6. Vodka Knows – 5:54
7. Killing Everyone – 4:11
8. Ballad of An Overnight Success – 4:24
9. The Low Road – 3:47
10. Coming Back – 3:53
11. Spendin' Time With Me – 4:15
12. Bluesy Larue – 5:10

Durata totale: 53:21